# Pelargonidina
La pelargonidina è un'antocianidina, un tipo di pigmento vegetale. Come tutte le antocianine, è un antiossidante. Produce un caratteristico colore arancione, e può essere trovato nei gerani rossi, lamponi e fragole mature, così come nei mirtilli, more, prugne e melograni. È presente in grandi quantità nei fagioli rossi.